# Equulites antongil
Equulites antongil är en fiskart som först beskrevs av Sparks 2006.  Equulites antongil ingår i släktet Equulites och familjen Leiognathidae. Inga underarter finns listade i Catalogue of Life.